# 松阪熊野線
松阪熊野線（まつさかくまのせん）は、かつて運行されていた三重県の中勢地域と東紀州地域とを結ぶ、三重交通の一般バス路線である。愛称は熊野古道ライン（くまのこどうライン）。運行距離はおよそ134.8kmで、廃止時点で本州では奈良交通の八木新宮線に次ぐ2番目に長い距離を走る路線バスだった。
前身の南紀特急バス（なんきとっきゅうバス）は、JR紀勢本線の補完的役割や近鉄特急の培養的役割を担い、三交グループの三重急行自動車と共同運行を行っていた。

## 沿革
- 1970年（昭和45年）10月1日：営業開始（近鉄松阪駅前 - 国鉄勝浦駅前）[2][3]。
- 1996年（平成8年）4月：三重急行と共同運行開始。
- 2006年（平成18年）7月20日：松阪－熊野ルートの一部路線を津－熊野ルート（高速道路経由）に変更。
- 2007年（平成19年）2月10日：松阪－尾鷲ルートを熊野古道センターへ延長[4]
- 2015年（平成27年）11月2日：松阪－熊野ルートを短縮して松阪－尾鷲ルートに統合。尾鷲－熊野間は快速バスとして代替。詳細は当該項を参照。
- 2017年（平成29年）3月31日：津－熊野ルートの運行終了。
- 2018年（平成30年）9月30日：松阪－尾鷲ルート・尾鷲－熊野間の快速バスの運行終了。翌日より三重交通単独運行で松阪熊野線（松阪中央病院‐松阪駅前‐三交南紀）を新設。系統番号は56[5]。
- 2024年（令和6年）10月1日：ダイヤ改正により平日のみ1日1往復に減便[6]。
- 2025年（令和7年）3月末：路線を廃止[7][8]。

## 運行区間・本数
停留所は全部で119か所あり、県内7市町を通過する。松阪市内では国道166号・三重県道160号松阪多気線を経由し、それより先はおおむね国道42号に沿っているが、大台厚生病院では構内に進入するなど一部外れる区間がある。バス停数は多いが、カーブが連続する箇所など、次の停留所まで10分以上かかる区間もある。沿線は市街地、田園、峠越え、熊野灘と、風景の移り変わりが激しい。以下の停車停留所は一部のみ表記している。☆の停留所で休憩が行われ、時刻表通りの運行であれば、15分間停車する。

松阪中央病院 - 松阪駅前 - 多気町（役場前） - 栃原 - ☆道の駅奥伊勢おおだい- 滝原宮前 - 大内山 - 紀北町役場前 - ☆海山バスセンター（国道相賀） - 尾鷲市病院前 - 尾鷲市役所前 - 瀬木山 - 熊野古道センター - 大久保大又 - 熊野市駅前 - 三交南紀
システムの都合上、大久保大又を越えて乗車し、交通系ICカードで料金を支払う場合は、降車時に運転手に申し出る必要がある。（申告せずにICカードをタッチするとエラーとなる。）整理券を取り、現金で支払う場合は問題ない。
2024年（令和6年）9月30日まで平日・休日とも1日3往復運行し、松阪発の始発便は松阪駅前起点、熊野発の終便は松阪駅終点として運行していた。同年10月1日以降は1日1往復（三交南紀発松阪中央病院行きと松阪駅前発三交南紀行き）に減便し、休日は運休となった。
営業キロは134.8kmで、本州2位、日本国内5位の長さである。全線乗ると約4時間かかる。なお三重交通の熊野新宮線に乗り継げば、日本一長い奈良交通の八木新宮線と接続することができるが、運行時刻の都合上、1日で乗り継ぐことはできない。
2022年（令和4年）の目標輸送量は15.0人/便であったが、実績は6.6人/便で、収支率は20.1%である。全区間を乗り通す乗客は極めてまれで、松阪市 - 大紀町間と、紀北町 - 熊野市間に利用圏が分かれている。熊野古道の世界遺産登録による乗客の増加が期待されたが、路線がほぼJR紀勢本線と並行しており、速達性に劣る松阪熊野線の利用は伸びなかった。2024年（令和6年）5月21日に尾鷲市で開かれた協議会では、松阪市 - 大台町間の利用者が全体の85%を占め、東紀州での乗降がほとんどないことや、輸送人員が目標に達せず補助金が受けられなくなるため、年間1億円弱の負担が発生することから、路線廃止の意向が三重交通から発表された。廃止後は、沿線の相可高校・VISON・道の駅奥伊勢おおだいまでの区間便を増便する一方、松阪熊野線のみが停車するバス停は廃止される。

## 車両
運行車両は、この路線のために導入したいすゞ・エルガ ハイブリッドで、3台保有する。ハイバックシートで、カップホルダーや網ポケットを備え、一部の座席にはUSBポートもある。車内ではWi-Fiが利用できる。

## 南紀特急バス

### 津駅西口発着時代（便数は1982年（昭和57年）10月現在）
- 津駅西口 - 県庁前 - 三重会館 - 米津 - 雲津 - 近鉄松阪駅前 - 多気町 - 大台町 - 大宮町 - 阿曽 - 紀勢町 - 大内山 - 紀伊長島 -  海山町 - 県尾鷲庁舎前 - 飛鳥町 - 鬼ヶ城口 - 熊野市駅前 - 御浜町 - 紀宝町 - 新宮駅前津駅西口→新宮駅前　２便、近鉄松阪駅前→新宮駅前２便、近鉄松阪駅前→熊野市駅前　２便、新宮駅前→津駅西口　３便、新宮駅前→近鉄松阪駅前　１便、熊野市駅前→近鉄松阪駅前　３便

- 津駅西口 - 県庁前 - 三重会館 - 米津 - 雲津 - 近鉄松阪駅前 - 多気町 - 大台町 - 大宮町 - 阿曽 - 紀勢町 - 大内山 - 紀伊長島 -  海山町 - 県尾鷲庁舎前 - 飛鳥町 - 鬼ヶ城口 - 熊野市駅前 - 御浜町 - 紀宝町 - 新宮市 - 那智駅前 - 勝浦温泉津駅西口→勝浦温泉　１便、近鉄松阪駅前→勝浦温泉３便、勝浦温泉→近鉄松阪駅前　３便

- 近鉄松阪駅前 - 多気町 - 大台町 - 大宮町 - 阿曽 - 紀勢町 - 大内山 - 紀伊長島 -  海山町 - 県尾鷲庁舎前 - 栄町（尾鷲駅前） - 瀬木山近鉄松阪駅前→瀬木山　２便、瀬木山→近鉄松阪駅前　２便

### 大学病院発着時代（便数は1992年（平成4年）6月現在）
このころには1台では乗客が乗りきらず、続行便が運行されるほどの利用者があった。

- 大学病院 - 津駅前（東口） - 県庁前 - 三重会館 - 米津 - 雲津 - 近鉄松阪駅前 - 多気町 - 栃原 - 大台町 - 滝原宮前 - 大宮町 - 阿曽 - 紀勢町 - 大内山 - 紀伊長島 -  海山町 - 国道相賀 - 県庁舎前 - 大又大久保 - 鬼ヶ城東口 - 熊野市駅前 - 熊野市（三重交通前） - 御浜町 - 鵜殿村役場前 - 紀宝町役場前 - 新宮駅前大学病院→新宮駅前　２便、近鉄松阪駅前→新宮駅前　１便、近鉄松阪駅前→熊野市　３便、新宮駅前→大学病院　３便、新宮駅前→近鉄松阪駅前　１便、熊野市→近鉄松阪駅前　２便

- 大学病院 - 津駅前（東口） - 県庁前 - 三重会館 - 米津 - 雲津 - 近鉄松阪駅前 - 多気町 - 栃原 - 大台町 - 滝原宮前 - 大宮町 - 阿曽 - 紀勢町 - 大内山 - 紀伊長島 -  海山町 - 国道相賀 - 県庁舎前 - 大又大久保 - 鬼ヶ城東口 - 熊野市駅前 - 熊野市（三重交通前） - 御浜町 - 鵜殿村役場前 - 紀宝町役場前 - 紀伊勝浦大学病院→紀伊勝浦　１便、近鉄松阪駅前→紀伊勝浦　１便、紀伊勝浦→近鉄松阪駅前　２便

- 近鉄松阪駅前 - 多気町 - 栃原 - 大台町 - 滝原宮前 - 大宮町 - 阿曽 - 紀勢町 - 大内山 - 紀伊長島 -  海山町 - 国道相賀 - 県庁舎前 - 栄町（尾鷲駅前） - 瀬木山近鉄松阪駅前→瀬木山　５便、瀬木山→近鉄松阪駅前　５便

### 松阪－尾鷲ルート（2018年9月30日で運行終了）
松阪中央病院 - 松阪駅前 - 多気町（役場前） - 栃原 - 大台町 - 滝原宮前 - 大紀町（役場前） - 柏崎 - 大内山 - 梅ヶ谷 - 紀伊長島 - 海山バスセンター - 尾鷲市病院前 - 尾鷲駅口 - 尾鷲せぎやまホール前 - 熊野古道センター
- 運行本数は熊野古道センター発着が1日4往復、せぎやまホール発着が1日2往復であった[2]。
- 地域間幹線系統として、国・三重県・自治体の補助を受けて運行していた[16]。
- 開業当初は松阪－尾鷲ルートは松阪－熊野市ルートとして瀬木山からさらに大又大久保を経由して三交南紀まで運行されていたが、同区間は2015年11月2日のダイヤ改正で廃止された。なお、瀬木山－三交南紀間は運行終了まで1日2往復快速として運行し、特急バスの車両がそのまま直通していた。
- 三重交通運行便は海山バスセンター（三交海山）で乗務員を交替していた。

### 津－熊野ルート（2017年3月31日で運行終了）
三重大学病院 - 津駅前 - 県庁前（国道23号線沿） - 三重会館 - （津IC） - （伊勢自動車道） - （勢和多気JCT） - （紀勢自動車道） - （大宮大台IC） - 滝原宮前 - 大紀町（役場前） - 柏崎 - 大内山 - 梅ヶ谷 - 紀伊長島 - 紀北町海山 - 海山バスセンター - 尾鷲市病院前 - （熊野尾鷲道路） - 鬼ヶ城東口 - 熊野市駅前 - 三交南紀
- 三重大学病院 - 三重会館のみの利用はできなかった。

### 運行本数・運行会社
- 松阪－尾鷲ルート：1日6往復（三重交通4往復、三重急行2往復）
- 津－熊野ルート：1日1往復（三重交通／2017年3月31日で運行終了）

### 利用について
- 予約は不要であるが、満席の場合は利用できなかった｡
- 津・松阪－南紀主要停留所間の往復割引乗車券があった。事前購入が必要で有効期間は10日間。

### 特急バスの車両
原則として名古屋・栄－桑名高速線から転用された化粧室なし高速バス車両（4列シート55人乗り又は60人乗り）が充当されていた。
1980年代後半は、A特急車と同じ外観で前後10列とシートピッチを広く取り、TVモニター・フットレストを装備した乗客定員50名乗りのハイデッカー車13台が導入され、その後1990年代には新型車両が導入されたJR東海の特急「南紀」に対抗すべく、夜行高速バス並みの装備を施し、定員34名とさらにシートピッチを広くとった化粧室・飲み物サービスつきの専用車両15台で運行されていた。
新造車投入に伴い捻出された旧専用車は、経年が浅いため三重交通の桑名・四日市、上野の各営業所へ転属して他のA特急車と共通使用されたが、後に座席増設改造・TVモニターとフットレスト撤去が全車に施工された。また桑名に転属した車両の一部は、車輌更新に合せて塗色も一新した上三重交通志摩営業所へ転属して、志摩スペイン村開業に合わせた関連路線に投入された。